# Accord sur la facilitation des échanges
L'accord sur la facilitation des échanges (AFE) est un accord de l'Organisation mondiale du commerce qui vise la facilitation des procédures douanières. L'accord entre en application le 22 février 2017. Il est actuellement ratifié par 142 pays.

## Histoire
Le mandat de négociations a démarré en novembre 2001 lors de la conférence de Doha, quand les négociations ont réellement démarré en octobre 2004, pour se terminer en décembre 2013 à la conférence de Bali. En 2014, l'Inde s'oppose à l'accord, en mettant son veto au projet, pour pouvoir négocer dans d'autres secteurs notamment sur la question agricole,,,. Il est entré en vigueur le 22 février 2017, avec une ratification de 112 pays à ce moment-là,.